# Batalha de Mohács
A Batalha de Mohács (em húngaro:  Mohácsi Csata ou Mohácsi Vész, em turco:  Mohaç Savaşı ou Mohaç Meydan Savaşı) foi travada em 29 de agosto de 1526 entre o exército do Reino da Hungria, chefiado por Luís II, e as forças turcas otomanas chefiadas por Solimão, o Magnífico.
Já havia muito que os húngaros se opunham à expansão otomana no sudeste da Europa. O casamento de Luís com Maria da Áustria em 1522 aproximou dos Habsburgos o reino, razão pela qual os otomanos consideraram necessário romper esta incipiente aliança. Em junho de 1526 uma expedição militar otomana subiu o rio Danúbio.
O campo foi escolhido pelos húngaros: uma planície aberta que terminava no Danúbio, com algumas áreas pantanosas. Os otomanos avançaram sem encontrar oposição de monta; enquanto Luís aguardava em Buda, os turcos assediaram diversas cidades e cruzaram os rios Sava e Drava. O rei húngaro reunira cerca de 26 000 soldados e os otomanos contavam entre 50 000 e 60 000 homens. Os cristãos planejavam tirar vantagem do terreno e dar combate a uma parcela do exército inimigo de cada vez.
A batalha em si durou apenas duas horas. As primeiras tropas otomanas a chegar ao campo - o exército rumélio, às 13 horas - foram repelidas por forças húngaras chefiadas por Pál Tomori. Mas a situação mudou com a chegada do contingente principal do exército turco (cerca de 14 horas). O sucesso no flanco direito não foi reforçado a tempo e o avanço húngaro foi exposto, com ondas de soldados e cavalaria húngaros dizimados pelos canhões e mosquetes otomanos. Os que não fugiram foram cercados e mortos ou capturados. Luís retirou-se do campo mas caiu do cavalo num rio em Csele e ali pereceu. As baixas foram de cerca de 16 000 soldados para cada lado.

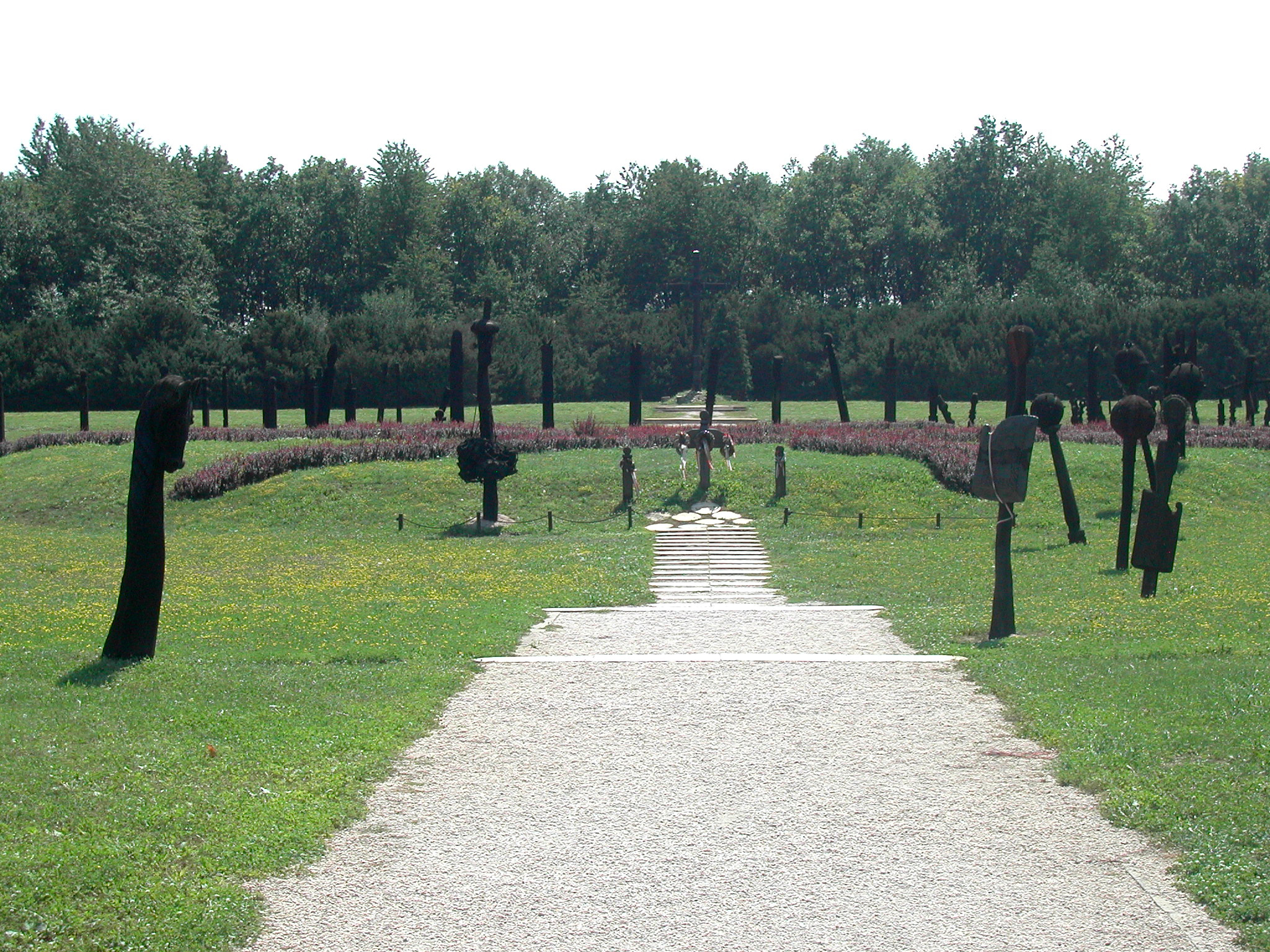
Monumento à Batalha em Mohács

A vitória não garantiu aos otomanos a segurança que desejavam. A batalha resultou no término da independência do Reino da Hungria, mas as forças turcas retiraram-se em setembro e o território foi contestado por Fernando I de Habsburgo, Arquiduque da Áustria, cunhado de Luís e seu sucessor por tratado com Vladislau II da Boêmia e Hungria. Os austríacos ficaram com o terço setentrional do Reino da Hungria e partes da Croácia e os otomanos, com o sudoeste da Hungria e a suserania sobre a semi-independente Transilvânia.
Os turcos usaram suas novas possessões na Europa Oriental para avançar contra nobres húngaros independentes no leste e os austríacos no noroeste, o que levou ao cerco de Viena. Suas cavalaria leve e artilharia continuariam a fazer incursões pela Europa Central durante décadas. Sua influência na Hungria, a começar pelo apoio a João Zápolya contra Ferdinando, perduraria até o Tratado de Karlowitz.
Esta batalha é por vezes comparada às batalhas de Nicópolis e de Crécy, no século XIV, nas quais cavaleiros lentos com armadura pesada sofreram grandes derrotas nas mãos de forças menos encouraçadas e equipadas com armas de alcance.